# Caudofoveats
Els caudofoveats (Caudofoveata) són una classe independent o una subclasse de mol·luscs de la classe Aplacophora, també coneguda com a Chaetodermomorpha. Com els solenogastres, no tenen conquilla i per això abans s'agrupaven a la classe dels aplacòfors, avui considerada per molts autors com parafilètica, per bé que estudis més recents basats en filogènia molecular consideren els aplacòfors un clade monofilètic format per dos clades, Solenogastres i Caudofoveata.

## Caractarístiques
Els caudofoveats són petits (1-30 mm) i viuen principalment en aigües profundes. S'assemblen a cucs, sense conquilla ni peu; tenen espines calcàries anomenades esclerites per a moure's. Viuen en forats en sediments tous des d'on s'alimenten en posició vertical. Durant la reproducció sexual la femella pon ous d'on surten larves que naden lliurement.

## Famílies
La subclasse Caudofoveata inclou 11 espècies en tres famílies:
- Família Chaetodermatidae Théel, 1875
- Família Limifossoridae Salvini-Plawen, 1970
- Família Prochaetodermatidae Salvini-Plawen, 1972